# Homosclerophorida
Homosclerophorida é uma ordem de esponjas da classe Homoscleromorpha. Historicamente a ordem pertencia à classe Demospongiae, mas análise filogenética demonstrou que se tratava de uma clado distinto.

## Famílias
- Plakinidae Schulze, 1880
- Oscarellidae Lendenfeld, 1887